# Yasumitsu Sato
Yasumitsu Satō (佐藤 康光) (né le 1er octobre 1969 à Yawata) est un joueur professionnel japonais de shogi. Il a remporté plusieurs titres majeurs, dont six fois le Kisei ce qui le qualifie pour le titre de Kisei honoraire. Il est aussi l'actuel président de la Fédération japonaise de Shogi.

## Biographie

### Premières années
Yasumitsu Sato entre à l'école de la fédération japonaise pour devenir professionnel en 1982, où il étudie avec Kaishū Tanaka (ja).

### Carrière professionnelle
Sato dispute son premier titre majeur en 1990 lors de la finale du Ōi face à Koji Tanigawa ; il la perd 4 à 3,.
Sa première victoire majeure arrive en 1993 lorsqu'il bat 4 à 2 Yoshiharu Habu en finale du Ryūō ; titre que Habu récupérera l'année suivante,.
En 1998, Sato affronte Tanigawa en finale du Meijin et l'emporte 4 à 3, il défend son titre avec succès contre le même Tanigawa l'année suivante.
Le 28 juillet 2017 Sato devient le neuvième joueur professionnel à totaliser plus de 1 000 parties officielles, dix ans après Habu,.

### Présidence de la fédération japonaise
Sato annonce sa candidature à la tête de la fédération japonaise de shogi le 19 janvier 2017, un jour après la démission de Kōji Tanigawa à la suite d'une polémique interne concernant la désignation du challenger du Ryūō,.
Il est élu pour un mandat de deux ans le 29 mai de la même année.

## Palmarès
Yasumitsu Sato a disputé 37 finales de titres majeurs au cours de sa carrière et en a remporté 13, dont 6 fois le Kisei ce qui lui accorde le titre de Kisei honoraire. Il a également remporté 12 titres secondaires.

### Titres majeurs
| Titre  | Années      | Victoires | Finales perdues                   |
| ------ | ----------- | --------- | --------------------------------- |
| Meijin | 1998, 1999  | 2         | 2000                              |
| Ryūō   | 1993        | 1         | 1994, 1995, 2006, 2007            |
| Kisei  | 2002 – 2007 | 6         | 2008                              |
| Kiō    | 2006, 2007  | 2         | 1998, 2001 2008, 2009             |
| Ōshō   | 2001, 2011  | 2         | 1997, 1999, 2002 2005, 2006, 2012 |
| Oza    |             |           | 2002, 2005, 2006                  |
| Oi     |             |           | 1990, 1997, 1998 2005, 2006       |

### Classement annuel des gains en tournoi
Sato a figuré dans le Top 10 du classement annuel des joueurs de shogi remportant le plus de gains (ja) chaque année entre 1993 et 2014 ainsi qu'en 2017 et dans le Top 3 huit fois pendant cette période.
| Année | Montant gagné | Rang |
| ----- | ------------- | ---- |
| 1993  | 56 500 000 ¥  | 6e   |
| 1994  | 55 130 000 ¥  | 2e   |
| 1995  | 33 720 000 ¥  | 5e   |
| 1996  | 31 040 000 ¥  | 5e   |
| 1997  | 26 510 000 ¥  | 6er  |
| 1998  | 57 370 000 ¥  | 3e   |
| 1999  | 63 550 000 ¥  | 3e   |
| 2000  | 47 440 000 ¥  | 4e   |
| 2001  | 25 670 000 ¥  | 7e   |
| 2002  | 55 130 000 ¥  | 2er  |
| 2003  | 57 090 000 ¥  | 2e   |
| 2004  | 40 510 000 ¥  | 4e   |
| 2005  | 50 400 000 ¥  | 4e   |
| 2006  | 75 760 000 ¥  | 2e   |
| 2007  | 79 270 000 ¥  | 3e   |
| 2008  | 60 820 000 ¥  | 3e   |
| 2009  | 26 880 000 ¥  | 7e   |
| 2010  | 30 180 000 ¥  | 6e   |
| 2011  | 19 200 000 ¥  | 9e   |
| 2012  | 25 050 000 ¥  | 7e   |
| 2013  | 27 200 000 ¥  | 6e   |
| 2014  | 16 430 000 ¥  | 9e   |
| 2017  | 19 670 000 ¥  | 10e  |

### Parties commentées
- (en) [vidéo] « Sato - Shima (22 décembre 1998, finale du Kio - deux exemples de jishogi)  », sur YouTube
- (en) [vidéo] « Sato - Tanigawa (7 et 8 juin 1999, finale du Meijin)  », sur YouTube
- (en) [vidéo] « Sato - Habu (14 et 15 février 2006, finale du Osho)  », sur YouTube
- (en) [vidéo] « Habu - Sato (13 février 2008, finale du Kio)  », sur YouTube
- (en) [vidéo] « Kubo - Sato (28 février 2009, finale du Kio)  », sur YouTube
- (en) [vidéo] « Kubo - Sato (5 février 2010, finale du Kio  », sur YouTube
- (en) [vidéo] « Habu - Sato (20 février 2011, Coupe NHK)  », sur YouTube